# Mer de Lincoln
La mer de Lincoln est une mer bordière de l'océan Arctique, s'étendant sur 64 000 km2 du cap Columbia à l'ouest au cap Morris Jesup à l'est, le long de la côte nord-ouest  du Groenland et au nord de l'île Ellesmere (archipel arctique canadien) à l'ouest. Elle communique au sud-ouest avec la baie de Baffin depuis le détroit de Nares et au nord-est avec l'océan Arctique. Elle est prise dans les glaces toute l'année, on y trouve la glace la plus épaisse de tout l'océan Arctique, pouvant dépasser les 15 mètres d'épaisseur. Les fonds varient de 100 à 300 m de profondeur. Les eaux du canal Robeson, partie la plus septentrionale du détroit de Nares, se jettent dans cette mer.
La mer a été nommée en hommage à Robert Todd Lincoln, alors secrétaire à la Guerre des États-Unis, lors d'une  expédition arctique d'Adolphus Greely, entre 1881 et 1884, dans la baie de Franklin.
Au-delà du cap Morris Jesup, la mer de Lincoln communique avec la mer de Wandel, une partie de la mer du Groenland.

## Localisation
L'Organisation Hydrographique Internationale définit les limites de la mer de Lincoln de la façon suivante:
- Au nord: Du cap Columbia (83° 05′ 57″ N, 70° 26′ 56″ O) au cap Morris Jesup (Groenland) (83° 39′ 42″ N, 33° 24′ 37″ O).

- Au sud: Depuis le cap Columbia le long des rivages nord-est de l'île d'Ellesmere jusqu'au cap Sheridan (82° 28′ 16″ N, 61° 33′ 20″ O), de là  au cap Bryant (Groenland) (82° 21′ 48″ N, 54° 29′ 53″ O), puis à travers le Groenland jusqu'au cap Morris Jesup.